# Karl Südekum
Karl Heiner Südekum (* 11. Mai 1950 in Klein Bülten, Kreis Peine) ist ein deutscher Bibliothekar.

## Wirken
Karl Südekum studierte nach seiner Reifeprüfung in Braunschweig und dem Grundwehrdienst bei der Bundeswehr Geschichte, Germanistik, Sozialwissenschaft und Pädagogik an der Universität Würzburg. Das erste Staatsexamen für das höhere Lehramt an Gymnasium erfolgte 1978. Anschließend begann die Arbeit an seiner Dissertation; 1981 promovierte er bei dem Mittelalterhistoriker Jürgen Petersohn an der Universität Würzburg. Im darauf folgenden Jahr trat Südekum als Bibliotheksreferendar an der Universitätsbibliothek Würzburg in die Ausbildung für den höheren Bibliotheksdienst ein, die er 1984 mit der Fachprüfung an der Bayerischen Bibliotheksschule in München abschloss. Nach kurzer Tätigkeit an der Universitätsbibliothek Würzburg arbeitete er von 1985 bis 1990 an der Universitätsbibliothek Bamberg, im Jahre 1990 kehrte er an die Universitätsbibliothek Würzburg zurück. Von 1998 bis 2016 leitete er als Direktor diese Bibliothek.
Neben seinem Wirken in überregionalen Verbänden des Bibliothekswesens führte er in seiner Amtszeit als Direktor an der Universitätsbibliothek Würzburg die „funktionale Einschichtigkeit“ im Bibliothekssystem der Universität Würzburg ein.
Karl Südekum wurde 2018 mit dem Bundesverdienstkreuz am Bande der Bundesrepublik Deutschland ausgezeichnet.

## Veröffentlichungen (Auswahl)
- Die deutsche Otto-Vita des Konrad Bischoff aus dem Jahre 1473 (= Veröffentlichungen der Gesellschaft für Fränkische Geschichte, Reihe 1, Bd. 4). Degener, Neustadt/Aisch 1982, ISBN 3-7686-9067-9 (Dissertation Universität Würzburg).
- Eine Otto-Legende in „Der Heiligen Leben“. In: Dieter Karasek (Hrsg.): Buch und Bibliothek in Bamberg. Festschrift zur Einweihung des zentralen Bibliotheksgebäudes der Universitätsbibliothek (= Schriften der Universitätsbibliothek Bamberg, Bd. 3). Bamberg 1986, S. 379–396, ISBN 3-923507-05-4.
- als Hrsg. mit Georg Steer, W. Klimanek. D. Kuhlmann und Freimut Löser: Die ‚Rechtssumme‘ Bruder Bertholds. Eine deutsche abecedarische Bearbeitung des ‚Summa Confessorum‘ des Johannes von Freiburg. Synoptische Edition der Fassungen B, A und C (= Texte und Textgeschichte. Band 11–14). 4 Bände. Tübingen 1987.
- Über die deutschsprachige Otto-Überlieferung. In: Bericht / Historischer Verein Bamberg für die Pflege der Geschichte des Ehemaligen Fürstbistums, Bd. 125 (1989), S. 189–196.
- Universitätsbibliothek Würzburg. In: Bernd Hagenau (Hrsg.): Regionalbibliotheken in Deutschland (= Zeitschrift für Bibliothekswesen und Bibliographie, Sonderhefte, Bd. 78). Klostermann, Frankfurt/M. 2000, S. 389–394, ISBN 3-465-03085-0.
- Die Reform der bibliothekarischen Ausbildung in Bayern. Aktueller Stand und Perspektiven. In: Margit Brauer (Hrsg.): Spezialbibliotheken zwischen Auftrag und Ressourcen. Geschäftsstelle der ASpB. Marburg 2005, S. 167–174.
- Sonntagsöffnung an der Universitätsbibliothek Würzburg. In: Bibliotheksforum Bayern, Bd. 34 (2006), S. 236–242.
- Erwerbung elektronischer Ressourcen. Auswirkungen auf die Etatentwicklung. In: Evelinde Hutzler (Hrsg.): Bibliotheken gestalten Zukunft. Kooperative Wege zur digitalen Bibliothek ; Dr. Friedrich Geißelmann zum 65. Geburtstag. Universitätsverlag, Göttingen 2008, S. 127–134, ISBN 978-3-940344-43-4.